# Simon Fourcade
Simon Fourcade, född den 25 april 1984, är en fransk före detta skidskytt som tävlade sedan 1998 och i landslaget från 2001. Storebror till Martin Fourcade. Precis som sin yngre bror var han idrottssoldat.
Fourcades bästa resultat i världscupen är sex andraplatser.
Fourcade deltog vid OS 2006 där han som bäst blev 31:a i distanstävlingen. Han har även deltagit i alla världsmästerskap sedan 2006 och hans bästa individuella resultat är från VM 2012 i Ruhpolding där han blev två i distansloppet. I VM 2009 i Pyeongchang ingick Fourcade i det franska lag som tog guld i mixstafett.
Den 24 mars 2019 berättade Simon Fourcade att han avslutar sin skidskyttekarriär.